# Pràcrit
El pràcrit (sànscrit: prākṛta प्राकृत (derivada de pra-kṛti प्रकृति)) és el nom del grup de llengües indoàries derivades dels antics dialectes indis. La paraula en si mateixa té una definició flexible, i és definida de vegades com original, natural, càndid, normal, ordinari, usual, o vernacle, en contrast amb l'ortodòxia religiosa i literària del saṃskṛtā. De manera alternativa, el pràcrit es pot definir com a derivat d'un original, volent dir evolucionat de manera natural. Però hi ha estudiosos que creuen que el pràcrit és més antic que el sànscrit i que, de fet, el sànscrit s'ha creat a partir del pràcrit. Això està en sintonia amb el jainisme, en què el primer Tirthankar (una persona que assoleix la il·luminació amb l'ascesi i que es converteix en un mestre espiritual) és el mateix Adinath (sinònim de Xiva, el primer senyor). Els pràcrits van esdevenir llengües literàries, generalment utilitzades per reis identificats amb la casta kshatriya, però considerats legítims per l'ortodòxia braman. El primer ús del pràcrit són les inscripcions d'Aśoka, l'emperador de l'Índia. Les diferents llengües del pràcrit estan associades amb diferents dinasties governants, diferents religions i tradicions literàries, així com diferents regions del subcontinent indi.

## Pràcrits dramàtics
Els pràcrits dramàtics eren aquells concebuts específicament per al seu ús en els drames i en les altres formes literàries. Sempre que s'escrivia un diàleg en pràcrit, es proporcionava al lector una traducció al sànscrit. Cap d'aquests pràcrits va néixer com a vernacle, però alguns van acabar sent utilitzats com a tals quan el sànscrit va caure en desús.
Pràcrits dramàtics sovint se'n refereix als tres més prominents: el sauraseni, el magadhi i el maharashtri. Però hi va haver molts més pràcrits menys utilitzats, que també s'inclouen en aquesta categoria. El pracya, el bahliki, el daksinatya, el sakari, el candali, el sabari, l'abhiri, el dramili, i l'odri en són alguns exemples. Hi havia una estructura increïblement estricta per a l'ús d'aquests diferents pràcrits en els drames. Cada personatge parlava un pràcrit diferent en funció del seu paper i el seu rerefons. Per exemple, el dramili era la llengua dels habitants dels boscos, el sauraseni era parlat per l'heroïna i les seves amigues i l'avanti era parlat per tramposos i pocavergonyes.
El maharashtri, l'arrel del marathi modern, n'és un cas particularment interessant. El maharashtri va ser utilitzat en poesia i, com a tal, va divergir de la gramàtica sànscrita principalment per adaptar la llengua a la mètrica del diferents estils de poesia.

## Com a vernacle
El pràcrit és sobretot un terme nadiu, que indica llengües vernacles en contrast amb el sànscrit. Alguns estudiosos moderns inclouen totes les llengües indoàries medievals índies sota l'etiqueta de pràcrits, mentre que uns altres emfasitzen l'evolució independent d'aquestes llengües, sovint separades de la història del sànscrit per àmplies divisions de casta, religió, o geogràficament. Tot i que, inicialment, els pràcrits es van considerar formes primitives de llengua, la influència que van tenir sobre el sànscrit, va permetre que fos utilitzat més fàcilment per la gent senzilla. La sanscritització va donar als pràcrits progressivament un nivell cultural cada cop més elevat.
L'ardhamagadhi (magadhi mig), una forma arcaica del magadhi que va ser molt utilitzada en les escriptures jainistes, sovint és considerat com la forma definitiva del pràcrit, mentre que els altres són considerats variants seves. Els gramàtics del pràcrit donaven primer una gramàtica completa a l'ardhamagadhi, i a continuació definien les altres gramàtiques a partir de la de l'ardhamagadhi. Per aquesta raó, els cursos d'aprenentatge de pràcrit, sovint ensenyaven ardhamagadhi.
El pali (la llengua litúrgica del budisme theravada) tendeix a ser tractat com una excepció especial; com a gramàtica clàssica, no és considerada dins del pràcrit per se, presumiblement per raons sectàries en lloc de raons lingüístiques.
Cada pràcrit representa una tradició diferent de la literatura dins la història de l'Índia. En les fonts històriques antigues, s'esmenten més pràcrits, però que ja no es parlen (per exemple el paisaci).

## Etimologia
D'acord amb el diccionari de Monier Monier-Williams, els significats més freqüents del terme sànscrit prakṛta, del qual deriva la paraula pràcrit, són: original, natural, normal i el terme deriva de prakṛti, fent o situant abans o a l'inici, l'original o forma natural o condició de qualsevol cosa, substància original o primària. En termes lingüístics, s'utilitza en contrast amb saṃskṛta, que vol dir 'refinat'. Aquesta és la raó per la qual molts estudiosos creuen que els pràcrits són més antics que el sànscrit. Va ser amb els pràcrits que el sànscrit es va refinar.
Alguns estudiosos restringeixen els pràcrits a les llengües parlades pels escriptors hindús i jainistes, mentre que uns altres inclouen les llengües dels budistes, com el pali i el sànscrit budista, i les inscripcions en pràcrit. Uns altres inclouen el gāndhārī, i el paisāci, conegut per les escriptures. Les llengües modernes del nord de l'Índia es van desenvolupar a partir dels pràcrits, després de l'etapa intermèdia de l'apabhramsha.